# Postzegeltentoonstelling

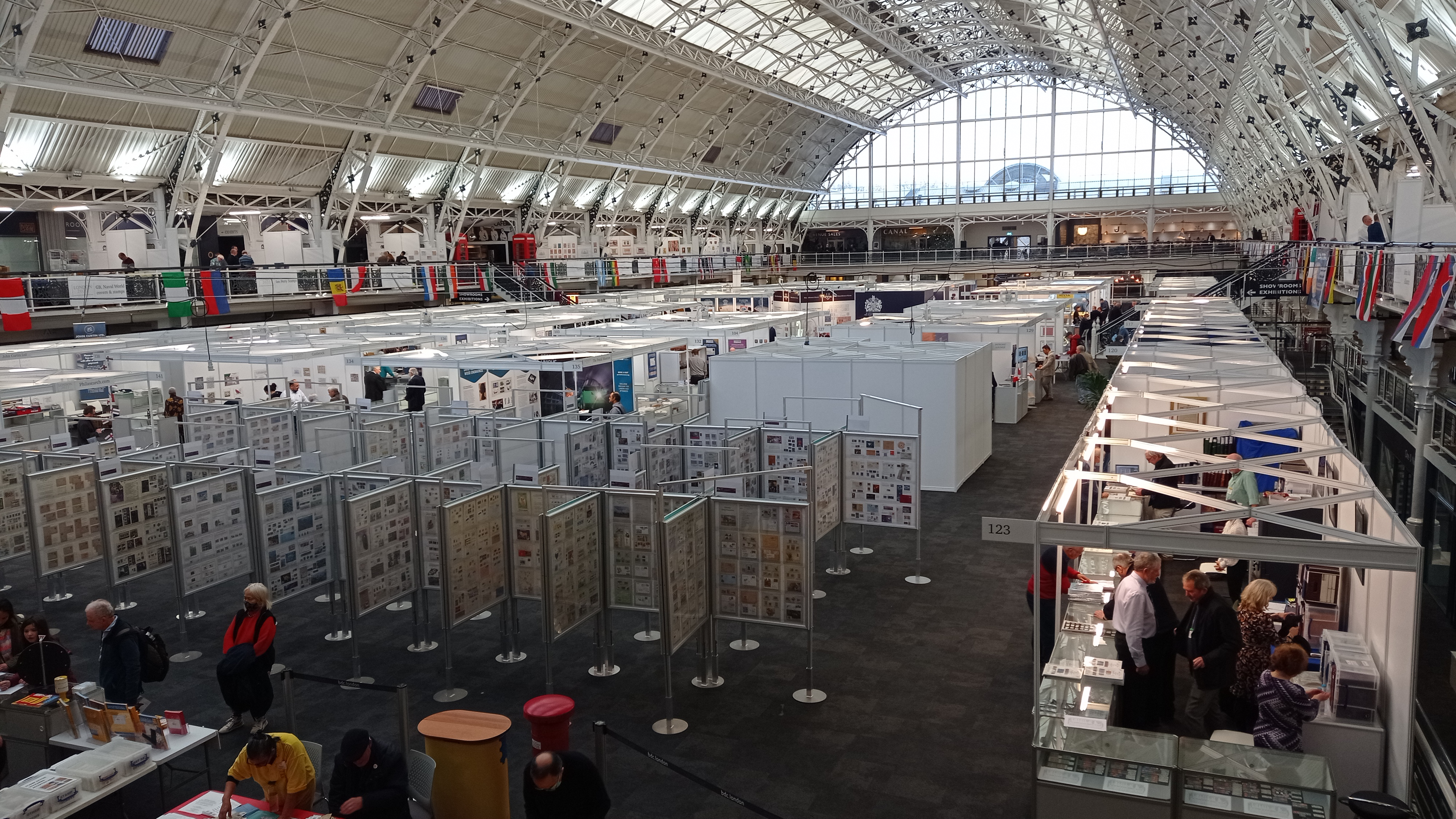
Internationale postzegeltentoonstelling Londen 2022

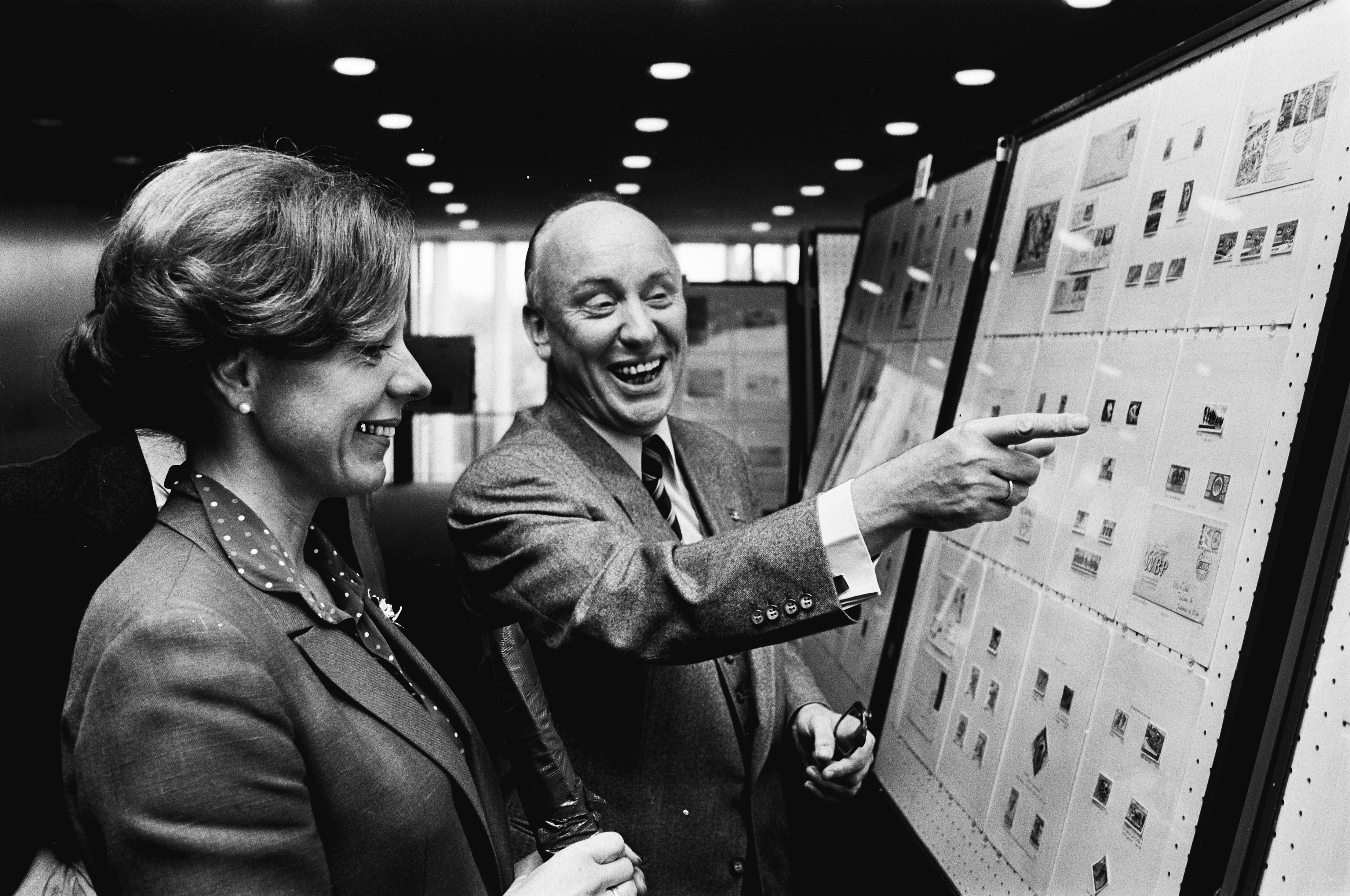
Staatssecretaris Smit-Kroes opent de postzegeltentoonstelling Amsterphilda in de RAI in Amsterdam (1979)

Een postzegeltentoonstelling is een georganiseerde expositie waarin filatelisten hun verzamelingen postzegels en aanverwante poststukken tonen aan het publiek. Deze evenementen vormen sinds de 19e eeuw een belangrijk onderdeel van de internationale filatelistische cultuur. Ze bieden niet alleen verzamelaars de kans om hun werk te tonen, maar vervullen ook een educatieve en sociale rol binnen de bredere samenleving.
Postzegeltentoonstellingen kunnen variëren van kleinschalige lokale bijeenkomsten, tot grootschalige internationale evenementen onder auspiciën van organisaties zoals de Fédération Internationale de Philatélie (FIP) of de Federation of European Philatelic Associations (FEPA).
Thematisch zijn de tentoonstellingen zeer uiteenlopend. Verzamelingen kunnen zich richten op bijvoorbeeld luchtpost, koloniale post, oorlogspost, flora en fauna, transport, sport of kunst. Door deze thematische benadering ontstaat er een brug tussen filatelie en andere domeinen zoals geschiedenis, sociologie en grafisch ontwerp. Dit maakt de tentoonstelling niet alleen interessant voor verzamelaars, maar ook voor niet-verzamelaars.

## Doel en betekenis
Het doel van een postzegeltentoonstelling is velerlei. Deze tentoonstellingen geven de verzamelaars een platform om hun collecties thematisch of geografisch geordend tentoon te stellen, vaak met uitgebreide toelichtingen, historische context en zeldzame stukken. Er is ook een educatieve waarde: bezoekers maken kennis met de rijke geschiedenis, kunst en cultuur die via postzegels tot uiting komt. Daarnaast fungeren veel tentoonstellingen als wedstrijd. Voor veel verzamelaars is dit een prestigieuze kans om erkenning te krijgen voor jarenlange studie en verzamelwerk.

## Voorbereiding
Het organiseren van een postzegeltentoonstelling vergt een zorgvuldige voorbereiding van de organisator. Het vinden van een geschikte locatie is essentieel aangezien ze voldoende ruimte moet bieden voor de tentoonstellingsframes, met een goede verlichting en beveiliging. De organisatie moet ook zorgen voor verzekeringen, opbouwplannen, een tentoonstellingscatalogus en, indien van toepassing, faciliteiten voor een jury en bezoekers.
Voor deelnemers betekent het deelnemen aan een tentoonstelling eveneens een gedegen voorbereiding. Ze stellen hun collectie samen volgens een bepaald thema of specialisatie, zoals postgeschiedenis, thematische filatelie (bijvoorbeeld ‘vogels op postzegels’), traditionele filatelie (klassieke uitgiften van een land) of moderne filatelie. De collectie wordt gepresenteerd in standard tentoonstellingsframes. Elke inzending bevat begeleidende teksten waarin de historische of filatelistische context van de stukken wordt toegelicht. Vaak is een toelatingsprocedure vereist, waarbij een commissie de inzending beoordeelt alvorens deelname toe te staan.

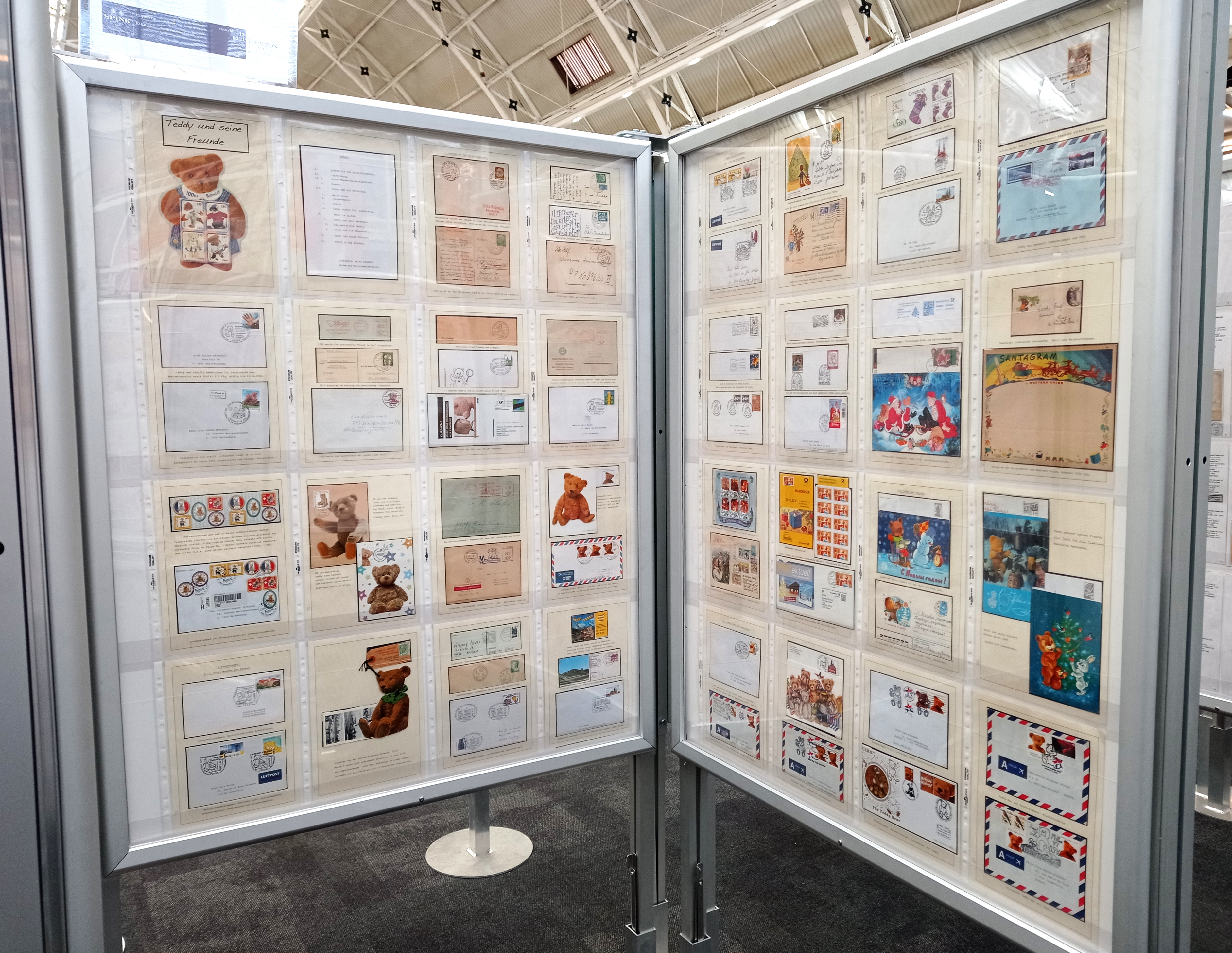
Internationale Postzegeltentoonstelling Londen 2022: Thematische collectie over "Teddy en zijn vrienden"

## Opstelling
De opstelling van een tentoonstelling volgt de opdeling in klassen (onvolledige lijst):
- Klasse 1 – Traditionele filatelie
- Klasse 2 – Postgeschiedenis
- Klasse 3 – Postwaardestukken
- Klasse 4 – Aerofilatelie
- Klasse 5 – Thematische filatelie
- Klasse 6 – Open filatelie

Elk van deze klassen kan subklassen hebben, zoals continent- of zelfs landspecifiek.
Een kader op een tentoonstelling is een expositieopstelling, waarin zestien albumbladen (A4) of acht A3-bladen tentoongesteld kunnen worden. Ook op postzegeltentoonstellingen is tegenwoordig steeds meer de behoefte ontstaan om ook andere voorwerpen dan postzegels, briefstukjes en enveloppen te tonen. Postzegels en enveloppen zijn plat en daarvoor kunnen de traditionele kaders gebruikt worden. Om ook andere objecten te exposeren worden nu speciale kaders met een bollere vorm gebruikt.

## Jurering
De hiervoor vermeldde klassen maken een jurering op gelijke grond mogelijk. Inzendingen worden beoordeeld door een erkende jury op basis van criteria zoals originaliteit, filatelistische kennis, zeldzaamheid en presentatie. Bepaalde categorieën van deelnemers kunnen een gesprek aanvragen met de jury. Een jurygesprek (van maximaal tien minuten) kan verhelderend zijn en behandeld meestal de goede zaken samen met advies over wat eventueel beter of anders kan.

## Voorbeelden
In België en Nederland kent de postzegeltentoonstelling een rijke traditie.
In België werden bijvoorbeeld Antverpia 2010 in Antwerpen (met het Europees Kampioenschap Filatelie) en Bruphila 2019 in Brussel georganiseerd, beide evenementen die internationaal erkend werden en collecties van hoge kwaliteit tentoonstelden. Ook regionale tentoonstellingen in steden zoals Antwerpen, Luik of Brugge trekken geregeld nationale belangstelling.
In Nederland is POSTEX een bekend jaarlijks evenement (in 2025 heeft de 26e editie plaats in de Veluwehal in Barneveld) dat zowel competitieve als niet-competitieve inzendingen tentoonstelt. Daarnaast zijn er regionale tentoonstellingen zoals FILACE, die door lokale filatelistische verenigingen worden georganiseerd en waarin vaak thematische filatelie en jeugdfilatelie centraal staan. Ook grotere evenementen, zoals Nederland 2023, tonen het brede scala aan verzamelaars en onderwerpen dat de filatelie rijk is.

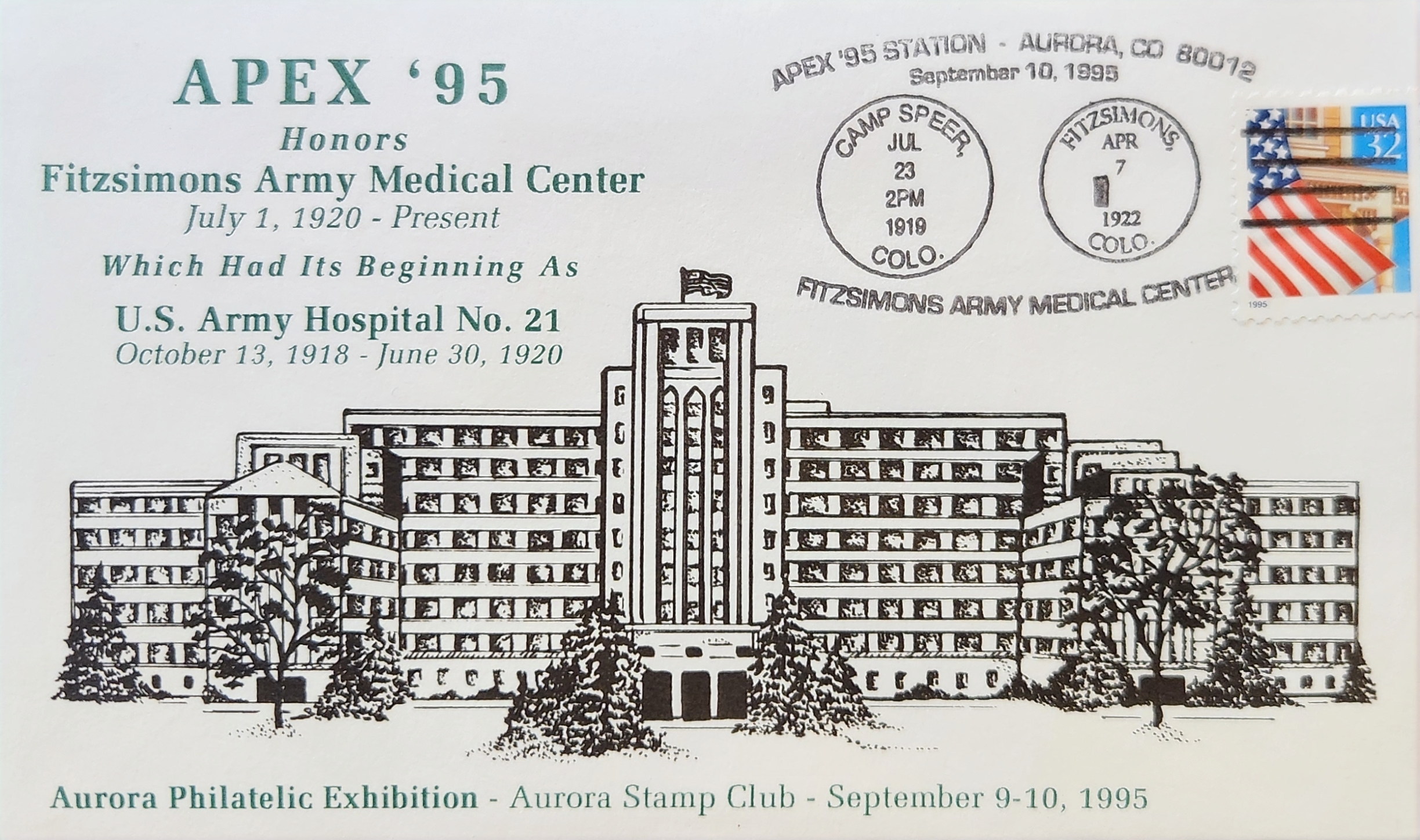
Aurora Postzegeltentoonstelling APEX 1995

Zowel België als Nederland spelen een actieve rol binnen de internationale filatelistische gemeenschap. Beiden zijn aangesloten bij de FIP en FEPA, en nemen regelmatig deel aan internationale tentoonstellingen in Europa en daarbuiten. Deze internationale erkenning stimuleert de kwaliteit van de nationale tentoonstellingen en biedt verzamelaars de mogelijkheid om hun werk ook op wereldniveau te laten zien.
Internationale tentoonstellingen gaan door op verschillende plaatsen in de wereld. Enkele voorbeelden: Efiro 2024, PhilaKorea 2024, Hafnia 2024, alsook Europhilex Birmingham 2025 en Boston 2026.
Ook individuele kunstenaars die postzegels ontwerpen kunnen postzegeltentoonstellingen organsiseren. De Belgische kunstenaar André Buzin ontwierp de reeks “Vogels” voor de Belgische post (Bpost) en organiseerde errond verschillende tentoonstellingen.
Een ander voorbeeld is de tentoonstelling “Filateliefde. De geschiedenis van België via postzegels” die in 2016 in het BELvue Museum liep als pop-up tentoonstelling van het Koninklijk Museum voor Midden-Afrika (KMMA), in samenwerking met Bpost en privéverzamelaars. Ze bood een unieke blik op de filatelistische collectie van het KMMA en toonde naast postzegels ook originele schetsen, gravures en kunstobjecten die als inspiratiebron dienden. De expo belichtte zowel het maakproces als de culturele betekenis van postzegels in de Belgische geschiedenis.